# Helmut Haberda
Helmut Haberda (Krumnau, 3 febbraio 1922 – Krymsk, 8 maggio 1943) è stato un militare e aviatore tedesco, asso dell'aviazione della Luftwaffe durante la seconda guerra mondiale, dove conseguì 58 vittorie aeree sul fronte orientale prestando servizio nello Jagdgeschwader 52.

## Biografia

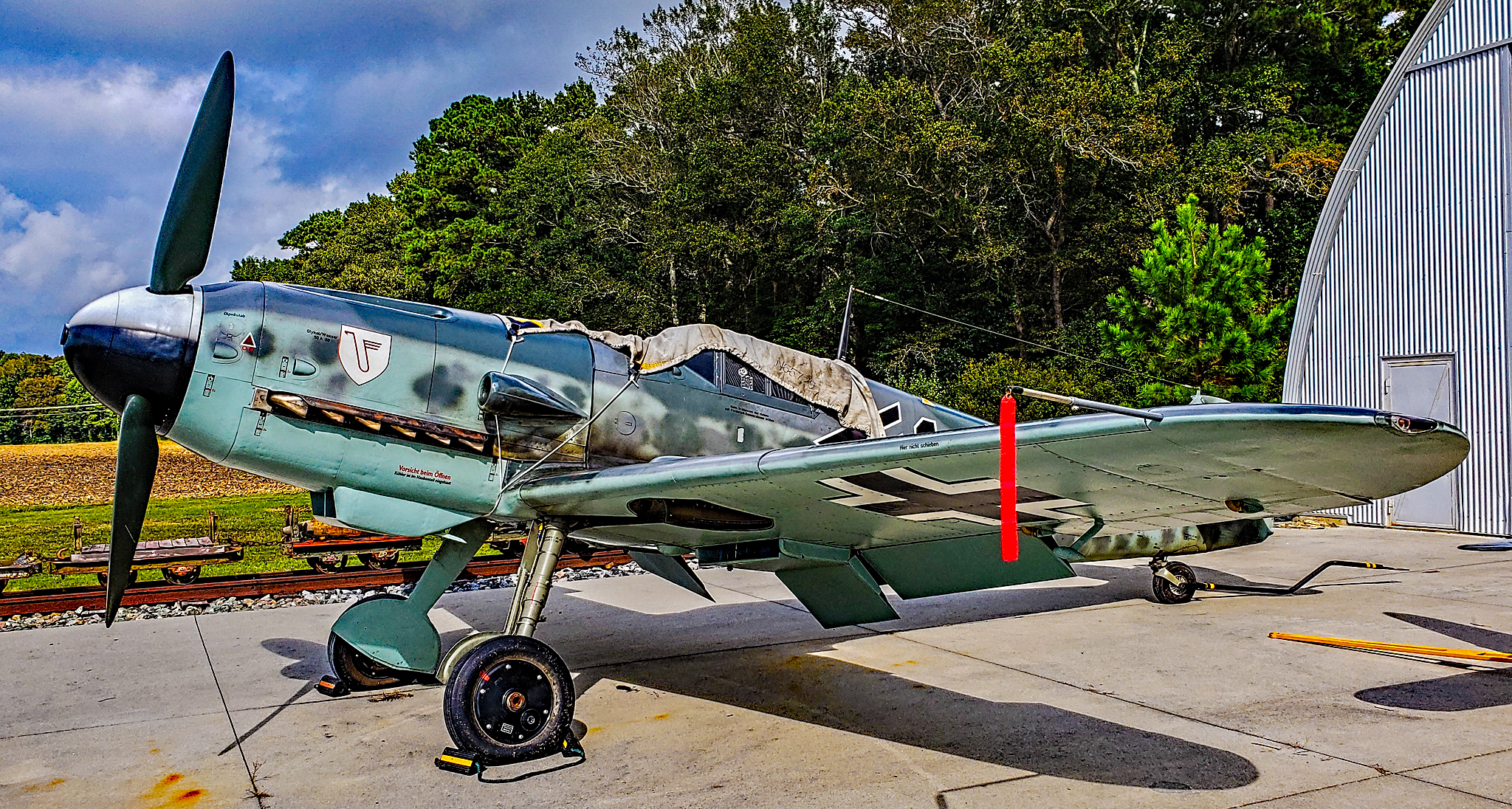
Un caccia Bf 109G-4 esposto presso il Military Aviation Museum sul Virginia Beach Airport.

Nacque il 3 febbraio 1922 a Krumnau, in Austria.
Arruolatosi nella Luftwaffe nel corso della seconda guerra mondiale combatté sul  fronte orientale in forza alla 5 staffel dello Jagdgeschwader 52. Il 15 maggio 1942 il suo aereo precipitò vicino a Charkow a causa di un guasto al motore.
La sua prima vittoria nota, un caccia Lavochkin Gorbunov Gudkov LaGG-3 sovietico, avvenne il 25 agosto 1942. e la seconda, contro un Polikarpov I-180 il 27 agosto 1942. Continuò a cogliere vittorie; un LaGG-3 il 30 agosto, un  LaGG-3 l'8 settembre, e un LaGG-3 il 16 settembre. Divenuto asso dell'aviazione abbatté un LaGG-3 il 17 settembre, un Petlyakov Pe-2 il 23 settembre, un Polikarpov I-153 il 22 ottobre, un LaGG-3 il 25 ottobre, uno Yakovlev Yak-1 il 29 ottobre, un LaGG-3 il 3 novembre, uno Yak-1 e un Ilyushin Il-2 l'11 novembre, uno Yak-1 il 28 novembre, un Il-2 il 2 dicembre, e un Il-2 l'11 dicembre.
Nel 1943 abbatté un I-153 il 13 febbraio, un I-16 il 16 febbraio, due LaGG-3 il 25 febbraio, uno Yak-1 il 14 marzo, un LaGG-3 il 17 marzo, un Polikarpov I-16 il 30 marzo, un LaGG-3 il 1 aprile, due LaGG-3 l'11 aprile, due Bell P-39 Airacobra il 15 aprile, un LaGG-3 e uno Yak-1 il 18 aprile 1943, due Yak-1 e uno LaGG-3 il 20 aprile. Il 28 di quel mese abbatté tre Yak-1, e poi distrusse un LaGG-3 e uno Yak-1 il giorno successivo. Il 30 aprile distrusse quattro aerei, due Yak-1, un Supermarine Spitfire e un P-39.
La sua ultima vittoria, uno Yak-1 avvenne l'8 maggio 1943, giorno della sua morte. Divenuto Staffelkapitän del 5./JG-52 nel marzo 1943, accreditato di 58 vittorie complessive, quel giorno decollò a bordo di un Messerschmitt Bf 109G-4 (W.Nr.19555) e dopo aver colpito e abbattuto un caccia nemico il suo aereo fu centrato dal tiro dalla contraerea sovietica precipitando al suolo a 7 km a ovest di Krymsk con la morte del pilota.